# 单花鹿茸草
单花鹿茸草（学名：Monochasma monantha）为玄参科鹿茸草属下的一个种。

## 扩展阅读
- 維基物種上的相關：单花鹿茸草